# John Orozco
John Orozco (30 dicembre 1992) è un ginnasta statunitense.

## Palmarès

### Mondiali
- 3 medaglie:
  - 3 bronzi (Tokyo 2011 a squadre; Anversa 2013 nelle parallele simmetriche; Nanning 2014 a squadre)